# Mei Suruga
Mei Suruga, född 30 maj 1999 i Kyoto, är en japansk fribrottare som debuterade i maj 2018.
Suruga brottas främst i förbunden Tokyo Joshi Pro Wrestling, DDT Pro Wrestling och Gatoh Move Pro Wrestling i Japan. Hon har också brottas i All Elite Wrestling i USA flera gånger under 2021 och 2022. I oktober 2022 debuterade hon i Mexiko och tillbringade månadens två sista veckor i Consejo Mundial de Lucha Libre.